# Ventenac-Cabardès
Ventenac-Cabardès è un comune francese di 886 abitanti situato nel dipartimento dell'Aude nella regione dell'Occitania.

## Società

### Evoluzione demografica
Abitanti censiti